# جورج إدواردز (لاعب كرة قدم بريطاني)
جورج إدواردز (بالإنجليزية: George Edwards)‏ (1 أبريل 1918 - 21 يناير 1993) هو لاعب كرة قدم بريطاني (وحمل سابقاً جنسية المملكة المتحدة لبريطانيا العظمى وأيرلندا) في مركز الهجوم. لعب مع أستون فيلا ووست بروميتش ألبيون.